# Crkvice

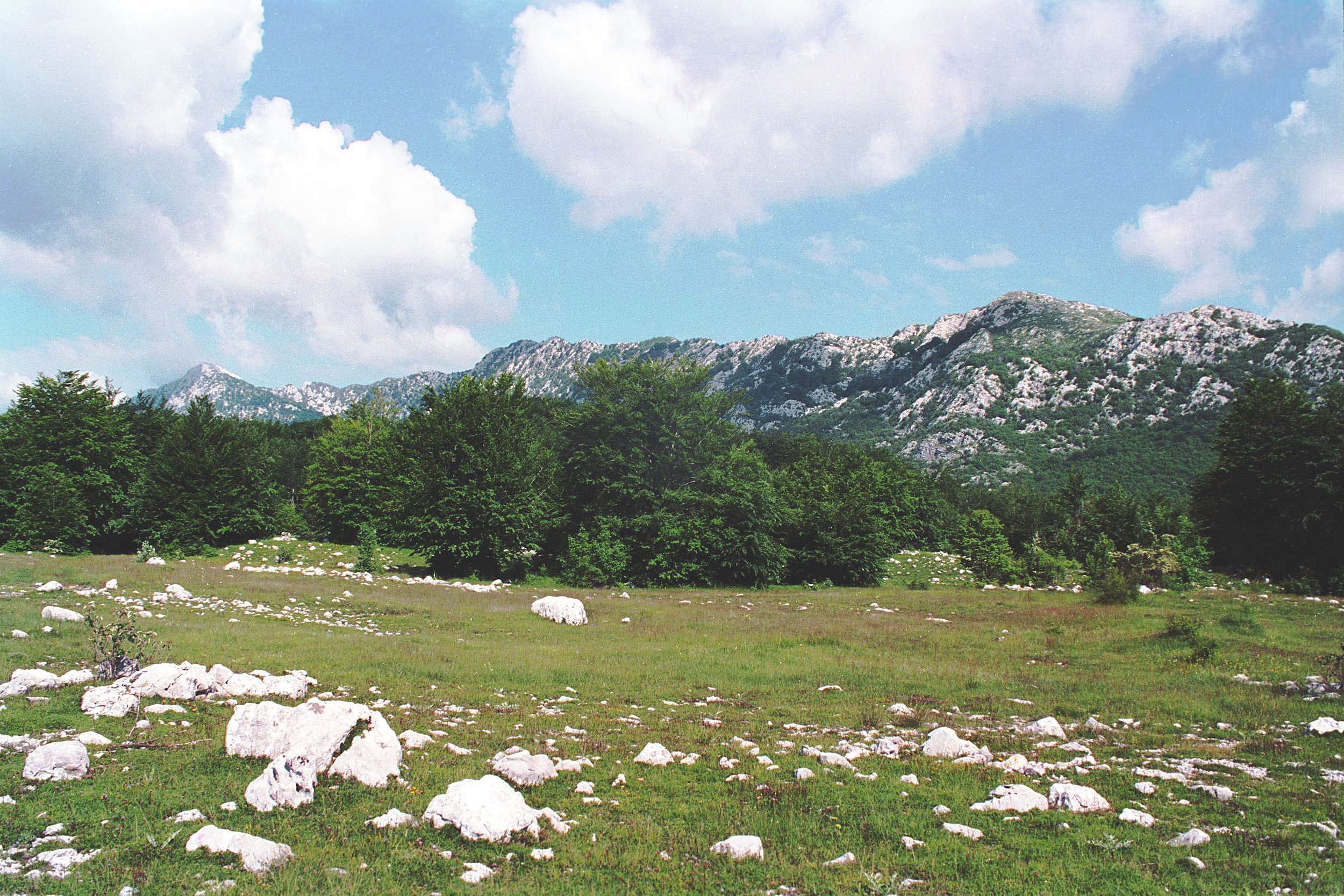
Krivošije: Hochfläche um Crkvice

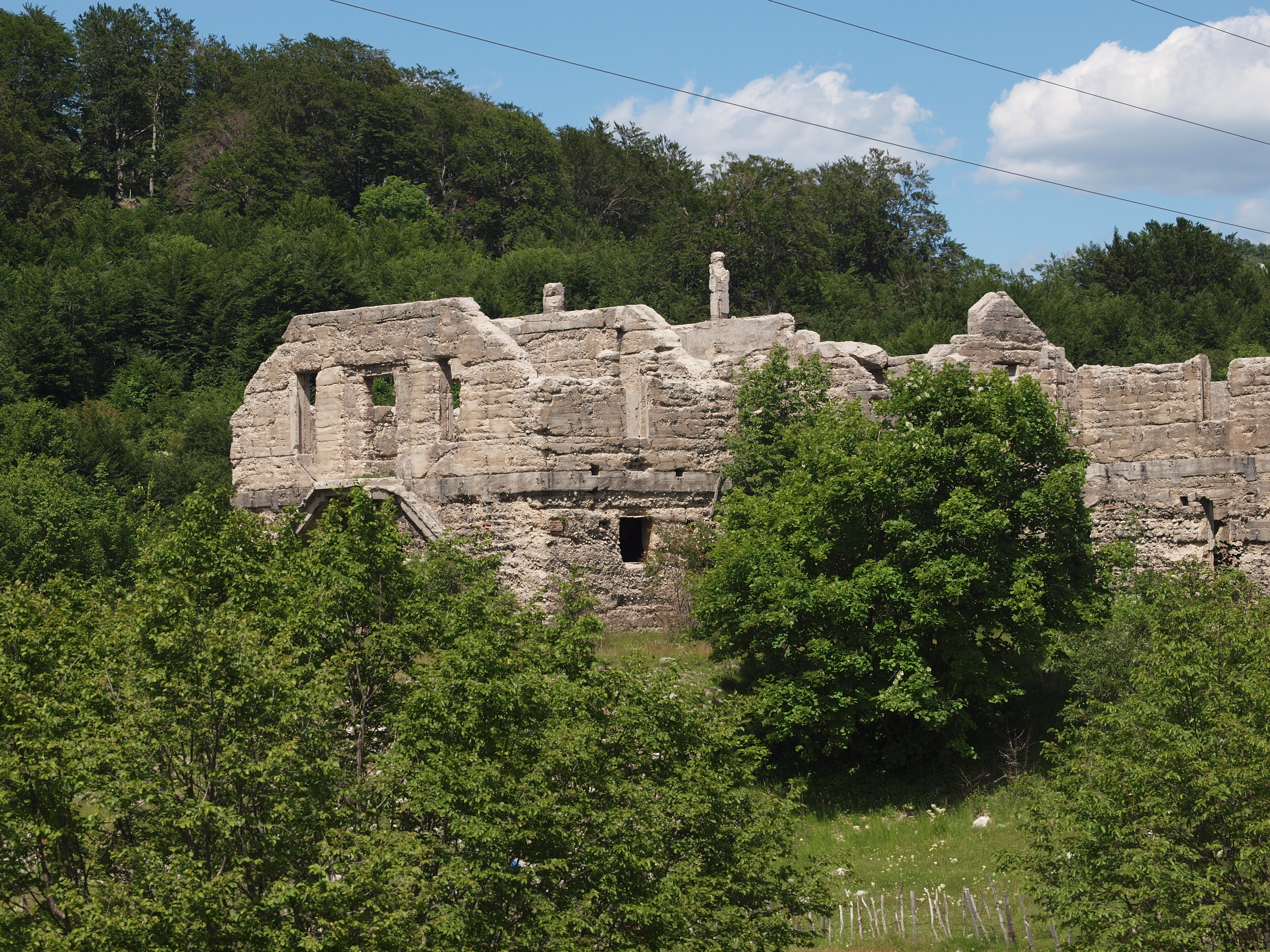
Ehemalige K.u.K. Garnison

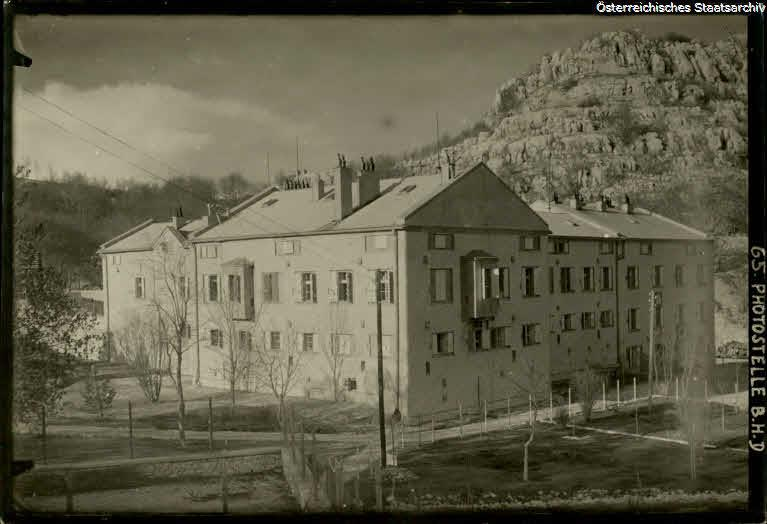
Offiziers-Kaserne vor Mai 1918

Crkvice (Gemeinde Kotor in der Krivošije im Orjen-Gebirge, Montenegro) ist der Name einer ehemaligen Grenzgarnison der österreichisch-ungarischen Landstreitkräfte und des gleichnamigen Meteorologischen Observatoriums, das 1887 durch die k.k. Central-Anstalt for Meteorologie und Erdmagnetismus gegründet, mit einer durchschnittlichen jährlichen Niederschlagshöhe von über 450 cm niederschlagsreichster Ort Europas ist. Die WMO listet Crkvice in der Referenzperiode 1961-1990 mit 4593 mm ebenso als niederschlagsreichsten Ort Europas.
In der im subtropischen Mittelmeerklima liegenden Orjen-Gebirge wurden absolute Jahresmaxima von 910,5 cm (umgerechnet 9105 l Wasser pro Quadratmeter, was die Summe von 10 Niederschlagsjahren in München ist), registriert; mit durchschnittlichen Niederschlagsdichten von über 50 cm (=50 l) pro Regentag, wie sie im langjährigen Mittel im November erreicht werden, zeichnen sich die Niederschläge in Crkvice durch in Europa nicht mehr erreichte Intensität aus. Trotz dieser extremen Mengen und Intensitäten ist das Gebiet aufgrund der Karstnatur völlig wasserlos. Paläoquartäre Sedimentedatierungen belegen aber, dass das Gebirge im Pleistozän mindestens vier Mal vergletschert war und hier auch die niedrigste Schneegrenze im Mittelmeerraum ausgebildet war. Insbesondere konnte in den rezenten Untersuchungen der Universität Manchester gezeigt werden, dass während des Sauerstoff-Isotopenstufe MIS-12, die in etwa mit der Mindel-Kaltzeit korreliert, im Gebiet ein normales Wassernetz gebildet war, dass von einem großen Eisschild über dem Orjen ausging und radial von diesem ausgehend, große, bis heute völlig unverfomt gebliebene, glazio-fluviale Sedimentdpots im Umland gebildet hat. Mit diesen paläoklimatischen Hinweisen kann davon ausgegangen werden, dass das Gebiet auch in langer geologischer Vorzeit durch vergleichbar hohe Niederschläge geprägt wurde. Im aktuellen Klimawandel werden für die letzte Beobachtungsperiode bei weniger Niederschlagstagen höhere Niederschlagsintensitäten als vor dieser Periode (ab 1980) verzeichnet.

## Lage

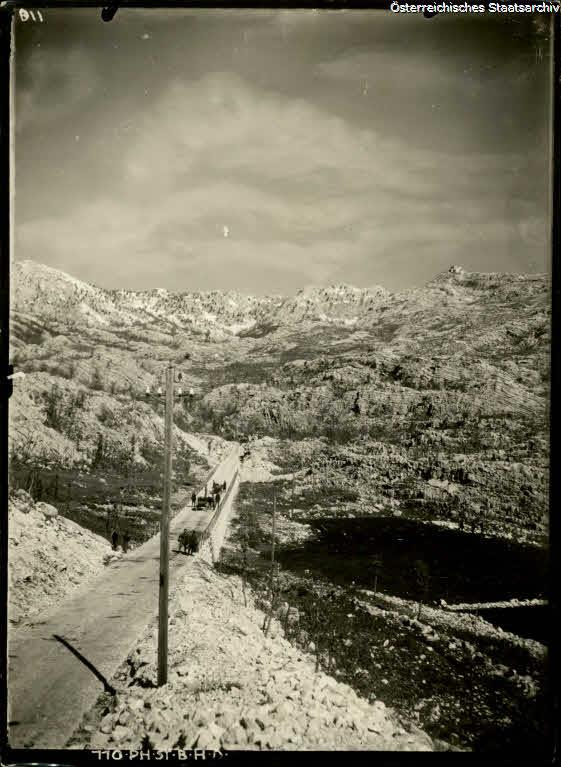
Straße nach Crkvice mit der Reovačka greda im Hintergrund. Im Bild rechts das Ostfort

Crkvice liegt auf der östlichen Abdachung des Orjen. Unmittelbar unterhalb liegt an der Bai von Risan der kleine historische Hafen Risan. Die Messstation Crkvice (1097 m ü.AA) wurde nach dem Ersten Weltkrieg in den nahegelegenen bewohnten Weiler Malov do (937 ü.ÄÄ) näher der Reovačka greda verlegt. Der Stationsname Crkvice blieb auch mit den ab 1925 in Malov do aufgenommenen meteorologischen Messungen bestehen. Seehöhe sowie Koordinaten der Messinstrumente wurden durch die Verbringung jedoch geändert.
Die Stelle der ehemaligen Militärkaserne ist heute völlig unbewohnt, jedoch noch immer über die alte Passstraße Risan – Orjensattel – Vrabanj gut zu erreichen.

## Geschichte

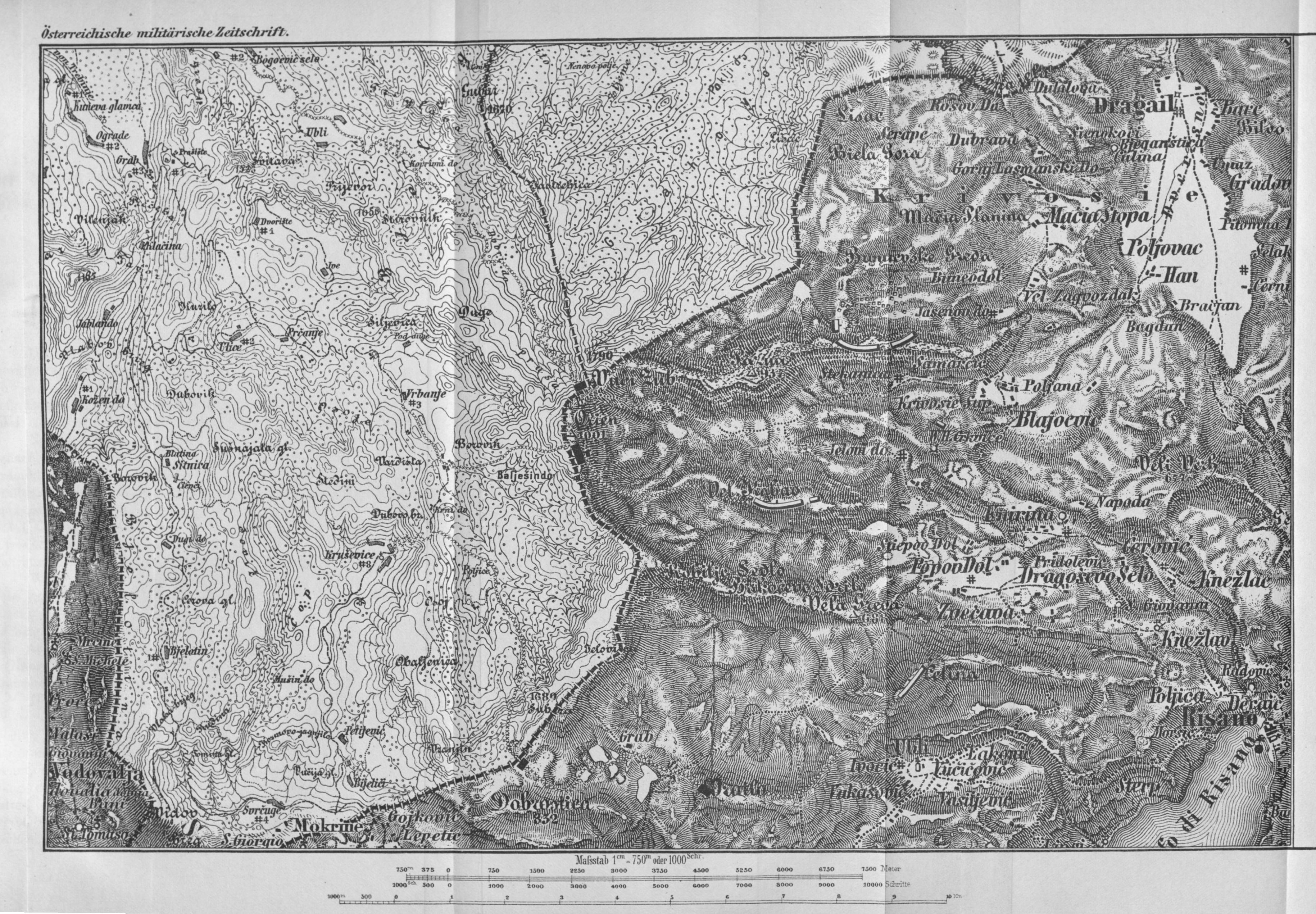
Detailkarte der militärischen Operationen bei Crkvice und im Orjen beim zweiten Krivosijer Aufstand von 1881

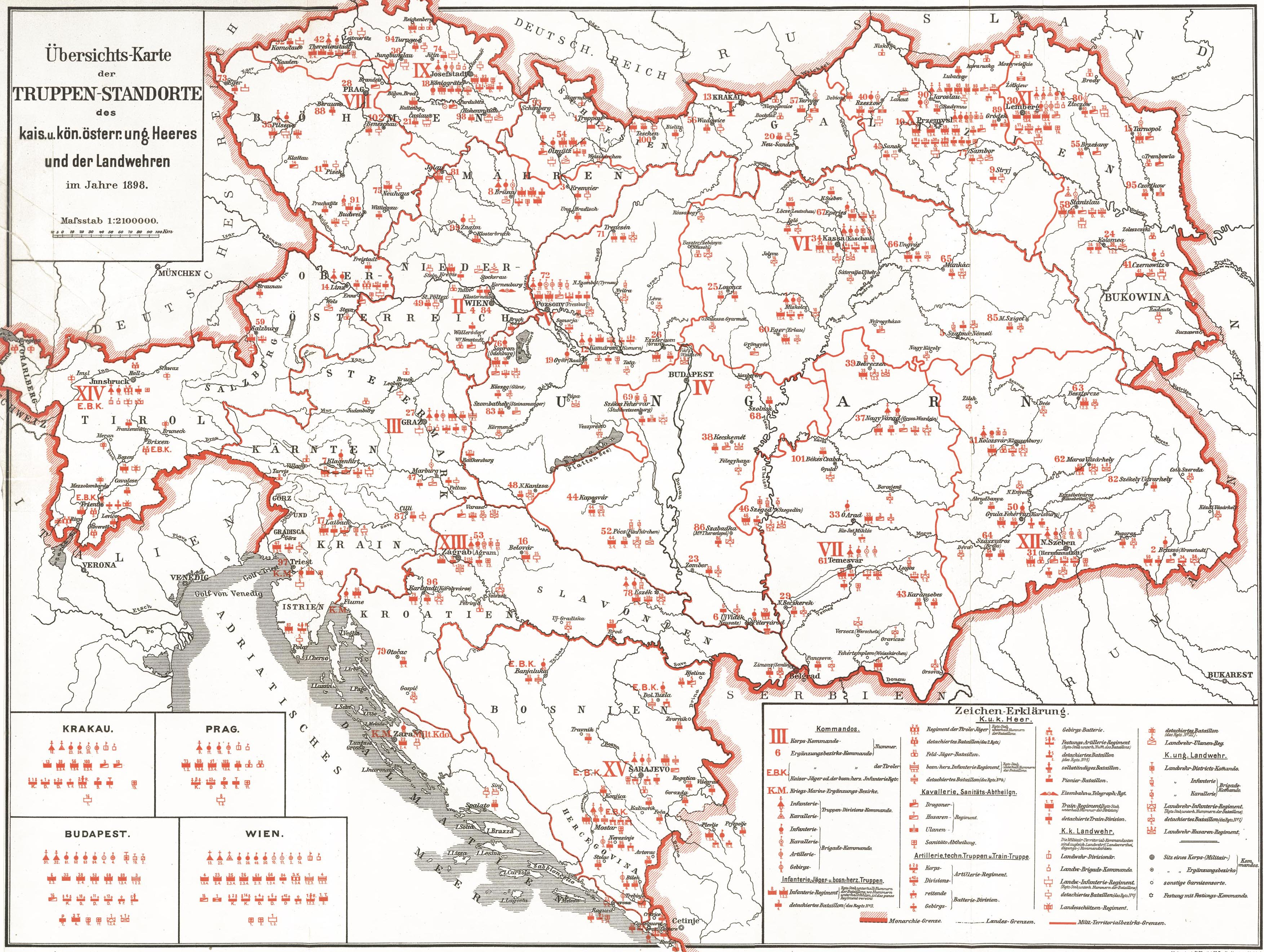
Lage des Regiments Crkvice in der Karte unten ganz rechts

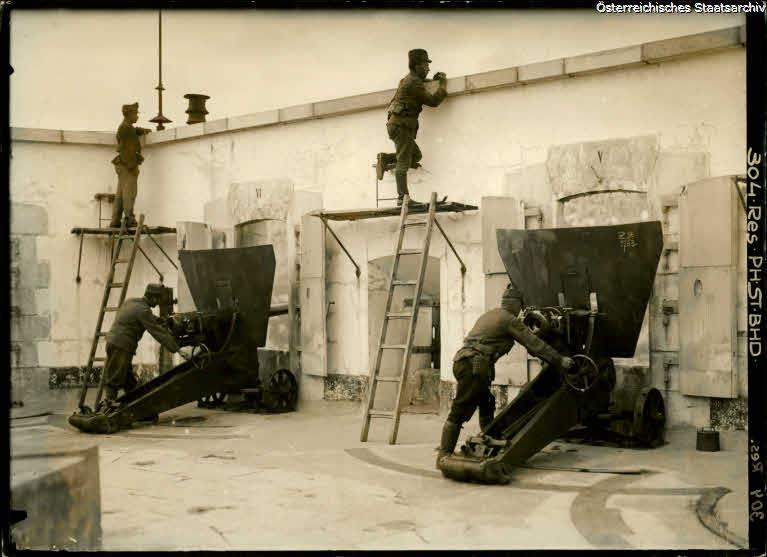
Batteriestellung (90 mm) im Westfort

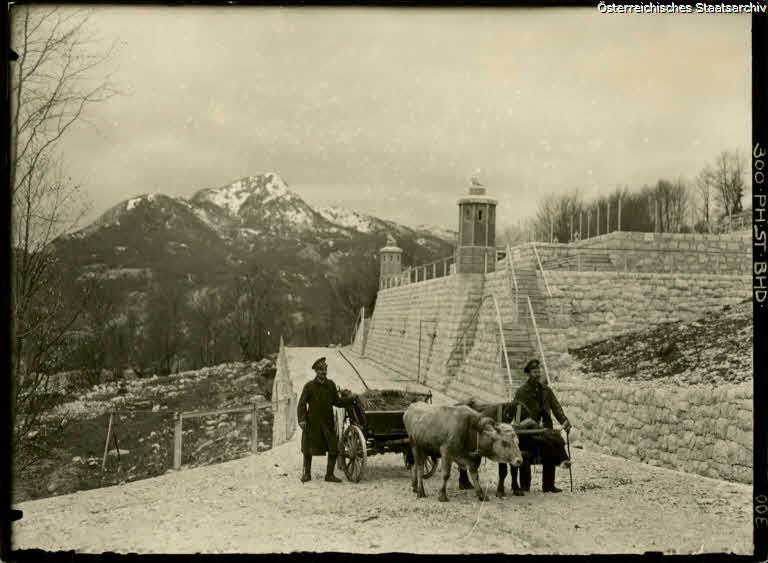
Soldaten mit Buša-Ochsen vor der Zisterne mit Blick zum Veli kabao (1525 ü.AA) im Hintergrund

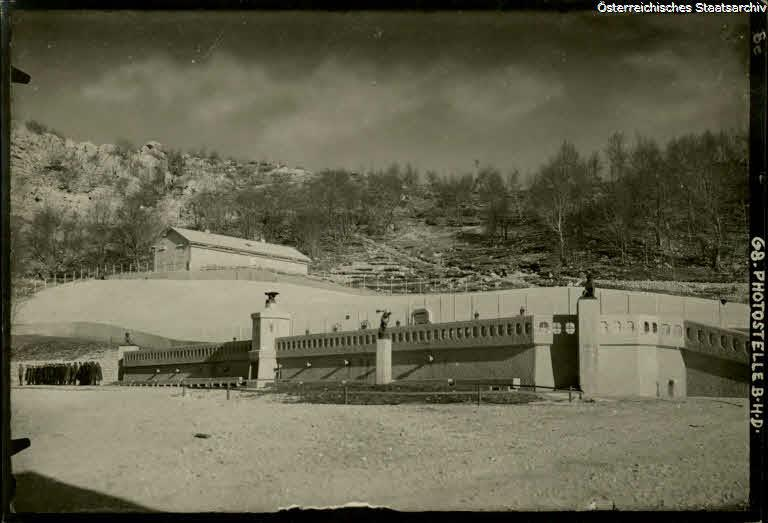
Lager Crkvice

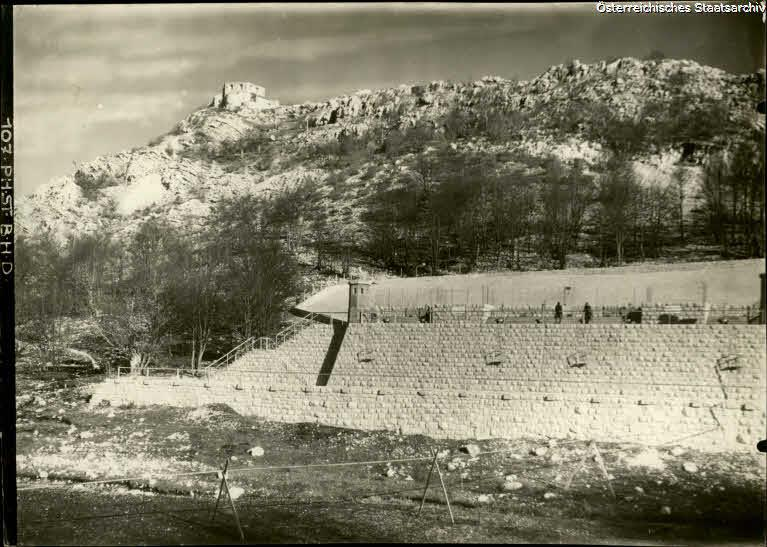
Zisterne und Ostfort (tvrđava Kom, 1129 m ü.AA)

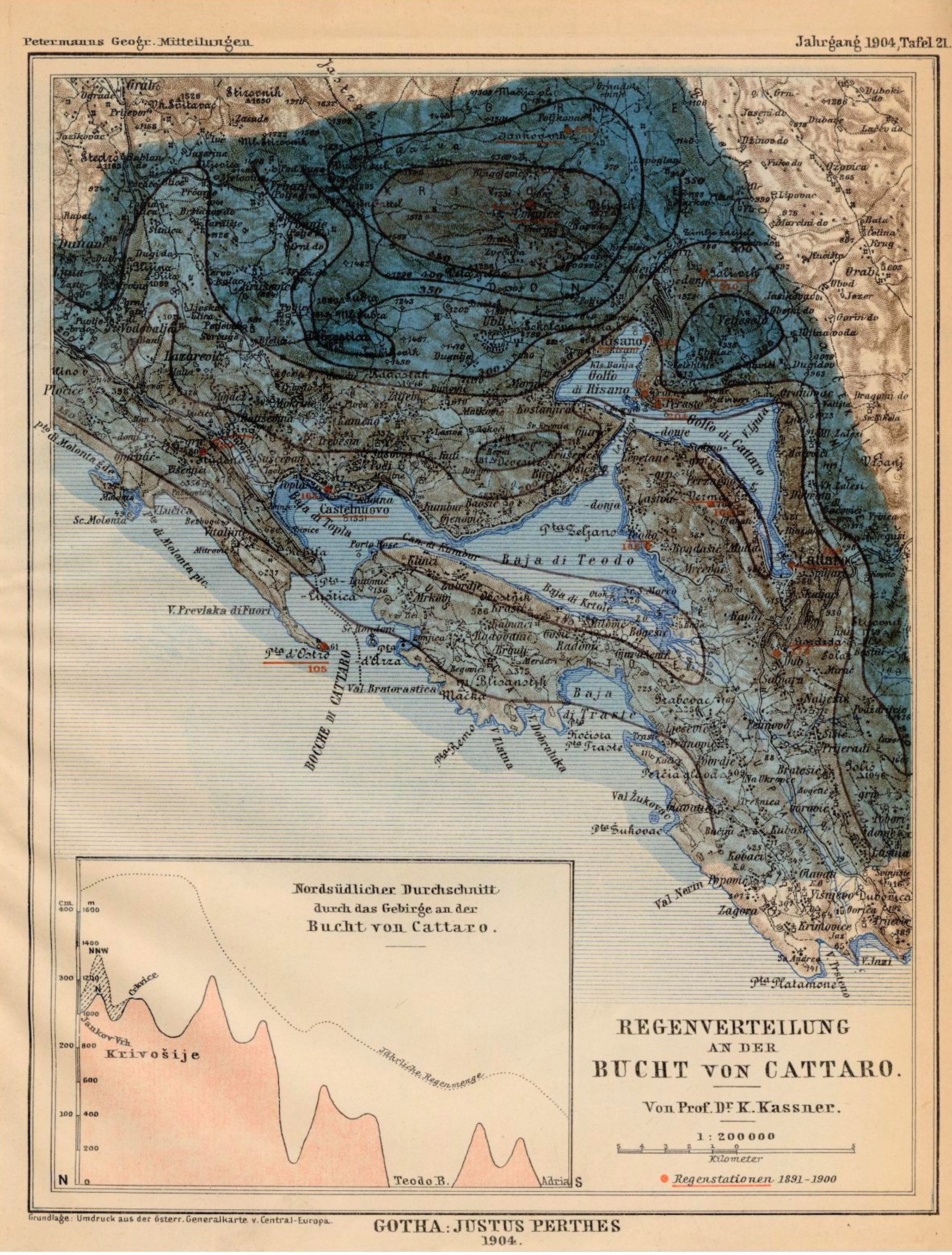
Isohyeten der Bucht von Kotor. Berechnet durch Carl Kassner, 1904

### Lokale Aufstände 1869 bis 1881
Während der österreichischen Herrschaft über Dalmatien von 1797 bis 1918 kam es in der Region der Krivošije 1869 zu einem bedeutenden Aufstand der montenegrinisch/serbischen Bergbewohner gegen die Aberkennung ihrer venezianischen Privilegien, die jetzt auch die Ableistung des Militärdienstes in der k.u.k. Armee einforderte. Als selbst Gottfried Leopold von Auersperg im unwegsamen Karstgelände in Bedrängnis geraten war, wurden die Truppen aus der Region abgezogen. Mit den Einheimischen wurde am 11. Januar 1870 ein Friedensvertrag unter Rücknahme der erhobenen Forderungen geschlossen.
Die Position um Crkvice diente zur Grenzsicherung landeinwärts. Ein Gebirgspfad führte aus dem Landesinneren zum ehemaligen Kriegshafen Cattaro in der Bucht von Kotor, dem nach Pola zweitgrößten Kriegshafen der k.u.k. Monarchie. Im Nachgang des Krieges wurde das ehemalige Wachhaus in Crkvice durch einen Kommandantur, Baracken sowie mehrere Forts ausgebaut. Diese Forts und militärischen Einrichtungen sollten eine Befriedung der Bergbewohner sowie die Zugänge der Bucht aus dem Hinterland sichern.
Die Militärgrenze zwischen drei Monarchien – dem Osmanischen Reich, Montenegro und Österreich-Ungarn – lag bis 1878 nördlich und westlich Crkvice an den Kämmen der Prasa und Reovačka greda mit dem Vučji zub als Dreiländereck.
Über Crkvice folgte ein wichtiger Verkehrsweg ins Polje Dvrsno sowie zur Bai Risan. Nach Westen kreuzt die Passstraße zum Orjen-Sattel, die nach Vrbanj führt.
Bis etwa 1861 lag eine osmanische Division im Polje von Grahovo, wie Trebinje ein wichtiger osmanischer Grenzort der Herzegowina. Crkvice selbst war Standort des I. Baon InfRgt 61, der und gehörte zum k.u.k. Infanterieregiment „Ritter von Frank“ Nr. 61.
Nachdem auch 1881 ein erneuter Aufstand, ausgelöst durch die Annexionskrise, die Region zwischen der Bucht von Kotor bis ins benachbarte Bosnien erfasst hatte, wurde das Gebirgsplateau mit Crkvice als Zentrum militärisch ausgebaut. Dem Orjen, der den Bewohnern als Rückzugsgebiet in den Aufständen gedient hatte, wurde durch die unternommenen Maßnahmen im Aufbau einer Wege- und Befestigungsinfrastruktur, die Funktion einer natürlichen Rückzugsgebietes der „Aufständischen“ genommen. Die Serben und Montenegriner hatten 1881 noch das Wachhaus in Crkvice sowie das kleine Grenzfort in Dragalj/Han zerstören können. Zwischen Crkvice der Pazua mit Vuczi zub und dem Dragalj polje waren wie zuvor schon 1869 verlustreiche Infanteriegefechte zwischen Montenegrinern und der österreichisch-ungarischen Armee entbrannt. Die Kämpfe dauerten im Orjen vom März 1881 bis in den Mai.
Mit den unternommenen Militäroperationen im Spätwinter bis in den Frühling 1881 wurde die endgültige Kontrolle des Gebirgsraumes erreicht, Verkehrswege wurden über die Passstraße zum Orjen-Sattel sowie in radialer Richtung um das Gebirgsmassiv an den Leitlinien der geologischen Abdachung zu den Poljen von Dvrsno und Vrbanj sowie zum Einschnitt der Bucht von Kotor angelegt. Die spätere Versorgung der nur über Saumpfade zu erreichenden hochgelegenen großen militärischen Einrichtungen erfolgte über die Seilbahn Risan–Crkvice. In Crkvice wurde eine zentrale Militärbäckerei zur Versorgung aller umliegenden Lager und Baracken eingerichtet. Über eine große Zisterne konnte auch ein großes Infanteriebataillon im ansonsten wasserlosen Karst versorgt werden. Neben Ost- und Westfort in Crkvice erhielten noch Jankov vrh und Dvrsnik sowie die Höhen über Ledenice Forts.

### Erster Weltkrieg
Im Ersten Weltkrieg fand sich der Kriegshafen Cattaro als südlichster k.u.k.-Hafen direkt gegenüber der französisch-britisch-italienische Seeblockade in der Adria an der Seestraße von Otranto. Die k.u.k. Marine hatte in der Bucht ihren wichtigsten U-Boothafen eingerichtet und verlegte kriegsbedingt den Großteil der Großschiffkampfverbände in die Bucht. Crkvice als zentrales Fort im Gebirgsraum war über eine Seilbahn mit dem Hafen von Risano (Risan) verbunden. Im Lager Crkvice sowie den weiteren Forts die für die Kontrolle der Verkehrswege im Hinterland der Bucht sowie an der topographischen Wasserscheiden angelegt wurden, hatte man Artilleriestellungen mit 90-mm-Geschützen eingerichtet.
Das Fort spielte im Krieg keine große militärische Rolle, besaß aber für die weitere Kontrolle der Bucht eine nicht zu unterschätzende Funktion. Durch die Verknappung der Versorgungslage kam es Anfang 1918 mit dem Matrosenaufstand der Seeleute von Cattaro zum ersten sozialen Aufstand in der k.u.k. Monarchie im Weltkrieg, die Bucht selber wurde nach dem Durchbruch der Salonikifront im November 1918 von der serbischen Armee eingenommen. Zum Zeitpunkt des Kriegsendes lagen drei Schlachtschiffe, neun Kreuzer, 26 Torpedoboote, sieben U-Boote und ca. 30 Versorgungsschiffe in der Bucht. Die Dalmatinische Küste wurde in ein italienisches, amerikanisches und französisches Okkupationsgebiet unterteilt. Der Kriegshafen Cattaro (Kotor) fiel der französischen Okkupationszone zu, die alle k.u.k.-Schiffe aus seiner Zone in Cattaro sammelte. Italien, dessen territoriale Ansprüche auch den Häfen in Montenegro galt, konnte die Häfen Ulcinj und Bar besetzen. Der Einmarsch französischer, britischer und italienischer Kriegsschiffe in Cattaro erfolgte am 10. November 1918. Am 11. November erreichten drei US-U-Bootjagdschiffe den Hafen. Der französische Admiral Gaubet erklärte den Hafen zum Okkupationsgebiet, und die italienische Seite brachte starke Truppenkontingente in die Region. Am 15. November wurden zwei italienische Bataillone für die Besetzung Cattaros bereitgestellt. Da nur die italienische Seite Truppen verfügbar hatte, willigten die Entente-Mächte hierin ein. Fünf Tage später wurden weitere 3.000 italienische Soldaten in die Bucht transportiert. Dem stellte sich ein amerikanisches Bataillon hinzu. Nach deren Etablierung forderten die Italiener, auch das Hinterland mit der montenegrinischen Hauptstadt Cetinje zu besetzen. Ein Versuch der Italiener, zusammen mit einem amerikanischen Bataillon die Hauptstadt Montenegros am 23. November 1918 zu erreichen, scheiterte am Widerstand, den die serbische Armee an der Grenze leistete und dem Unmut des befehlenden amerikanischen Offiziers über das Vorgehen der Italiener. Das aggressive italienische Verhalten führte innerhalb der Entente-Kräfte bei Verhandlungen in Rom und Paris zu schweren gegenseitigen Vorwürfen. Italien musste daher zum 1. Dezember seine Kräfte aus Cattaro abziehen. Frankreich übergab die Administration von Cattaro und der Region im Oktober 1920 den Jugoslawen und zog seine letzten Truppen am 4. März 1921 ab.
Das Militärlager Crkvice mit den weiteren Gebirgsforts wurde aufgelassen und nur die österreich-ungarischen Seebefestigungen an den Eingängen der Bucht (Punta d’Ostro/Prevlaka, Mamula, Luštica) sowie das Arsenal in Tivat im Bedarf der jugoslawischen Marine sowie zum Teil als Gefängnis weiterbetrieben. In den Militäreinrichtungen Punta d’Ostro, Prevlaka sowie Luštica waren bis 1991 sowie 2006 bedeutende Prüfanstalten des VTI.

## Klimatologische Messstation

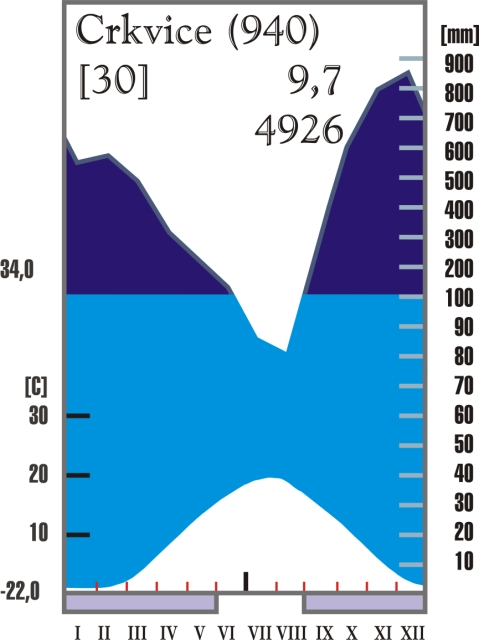
Klimadiagramm der meteorologischen Station Crkvice, dem niederschlagsreichsten Ort in Europa

Die Einrichtung der Messstation in Crkvice ging auf die Gewinnung meteorologischer und ozeanographischer Daten für den Bedarf der k.u.k. Kriegsmarine hervor. Um die Seeschifffahrt mit meteorologischen Daten abzusichern wurden durch die k.k. Central-Anstalt for Meteorologie und Erdmagnetismus der meteorologische Dienst in zahlreichen der neugebauten Forts sowie den adriatischen Häfen eingerichtet. Ab 1869 hatte die k.u.k. Kriegsmarine in Pula die hydrogeographische Anstalt als Sammelpunkt für hydrographische Daten und Angelegenheiten der Kriegsmarine mit der Durchführung und Sammlung astronomischer, magnetischer, meteorologischer und ozeanographischer Beobachtung eingerichtet.
Für Crkvice ist die Aufnahme meteorologischer Beobachtungen ab September 1887 belegt. Neben Crkvice bestand in der Region ein Netz von meteorologischen Beobachtungsstationen, die in Militärlagern der Armee eingerichtet worden waren. Schon die ersten veröffentlichten Daten der Jahre 1888 und 1889 zeigten, dass hier vermutlich Europas regenreichstes Raum vorliegt. Julius Hann begann ab 1890 sich mit den Klimadaten aus Crkvice zu beschäftigen. Er veröffentlichte in der Meteorologischen Zeitschrift in einer Studie über die regenreichsten Orte Österreich-Ungarns die ihm zugekommenen Daten aus Crkvice. Die ersten beiden Jahresbeobachtungen von 1888 mit 4701 mm und 1889 mit 5030 mm hatten schon Werte erreicht, die in Österreich-Ungarn so noch nicht gemessen worden waren. 1894 schloss er die Beobachtungen mit den weiteren Messreihen die seit 1890 hinzugekommen waren. Er publizierte hier ebenfalls in der Meteorologischen Zeitschrift über die Lage und Charakteristik der Station von Crkvice. Mit dem erweiterten Messnetz um Crkvice am Jankov vrh und Goli vrh konnte er auch erstmals komparative Vergleiche zu Stationen im Orjen zeigen. Wiederum zeigte sich Crkvice in allen Parametern mit den höchsten Niederschlagssummen, meisten Regentagen, meisten Schneetagen und meisten Gewittertagen.
Aufgrund der singulären meteorologischen Situation entschloss sich daher Max Margules 1896 zu einer Inspektionsfahrt nach Crkvice. Er verweilte dort drei Wochen im November vom vierten bis 22. November 1996. Margules richtete in der Station ein Psychrometer, Richard-Thermographen, Richard-Barographen, Naudetsche Aneroiden sowie ein Hornersche Regenwippe ein. Diese wurden in der Offizierskaserne aufgestellt, die Regenwippe neben dem Stationsregenmesser auf einem freien Platz vor der Kaserne angebracht. Die Aufzeichnung aus Crkvice aus dieser Zeit entstanden mit großer Sorgfalt. Bis August 1897 war Dr. Alois Hilitzer für das Ablesen der Instrumente und deren Pflege zuständig. Margules veröffentlichte die Daten in den Jahrbüchern der K.K. Central-Anstalt für Meteorologie und Erdmagnetismus für das Jahr 1896, das 1899 im Druck erschien. Die Abschrift Margules erschien selben Jahr gleichfalls in der Meteorologischen Zeitschrift.
Aufbauend auf den Auswertung der Jahresdaten 1889 bis 1900 konnte Carl Kassner 1904 in Petermanns Geographische Mitteilungen Crkvice als bis heute gültige Meteorologische Station an der die höchsten Niederschlagswerte in Europa und im Mittelmeerraum gemessen werden feststellen. Insbesondere zeigte er durch Vergleiche mit Messreihen meteorologischer Stationen im Nordwest-Atlantik – Schottland, Nordwest-England und Wales –, dass keine der Stationen auf den Britischen Inseln regenreicher ist. Neben den Bergregionen um Crkvice haben nur die Gebirgslagen im Nordwesten der Britischen Inseln jährliche Niederschlagshöhen über 400 cm. Als einzige Region in Europa übertreffen die Isohyeten am Orjen aber die 450 cm Marke.
Arbeiten zu der singulären meteorologischen Situation der Station im Orjen stammten insbesondere nachfolgend von Hermann Flohn (1948) und Anton Melik (1956).

## Klimatische Daten

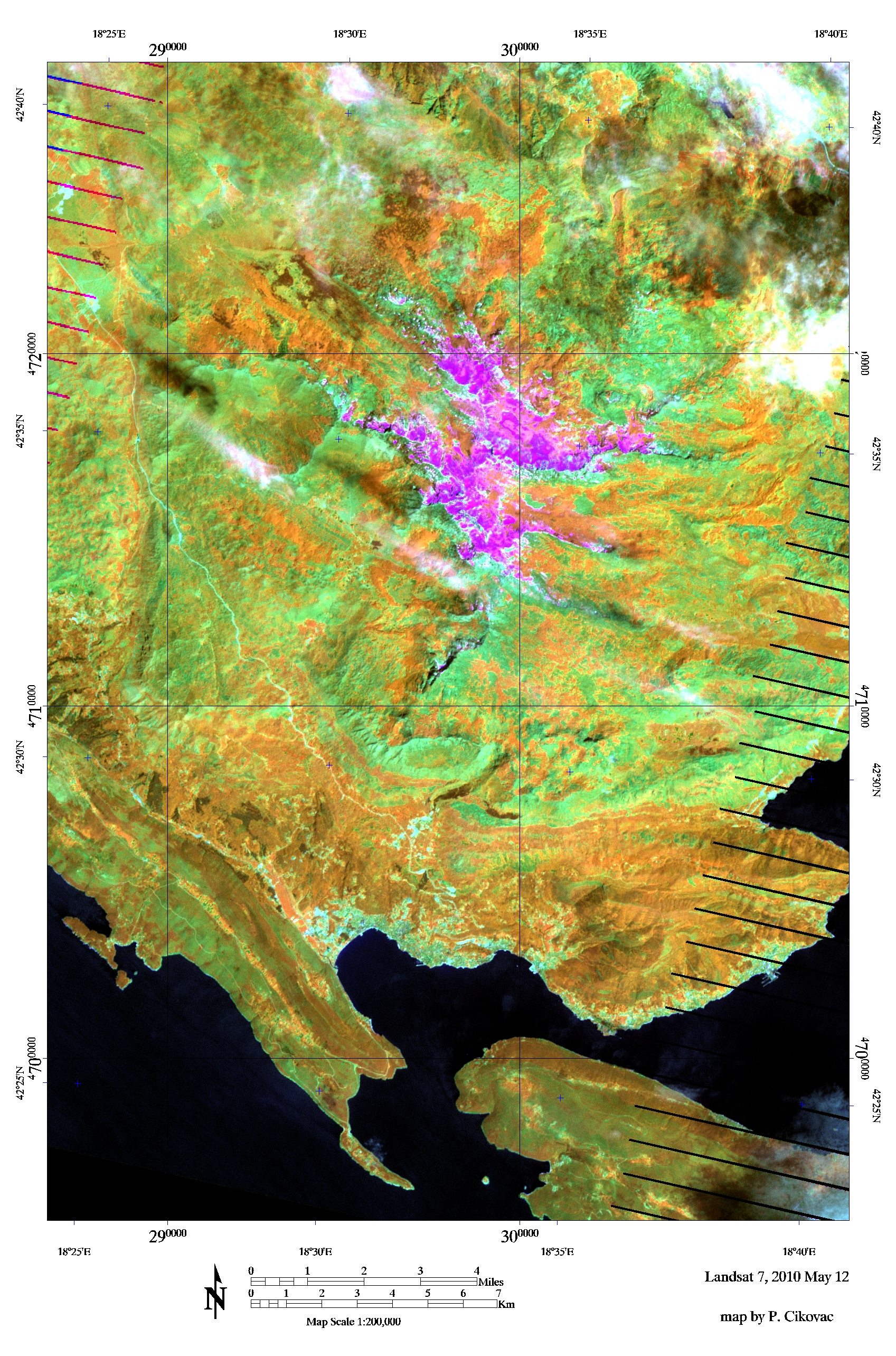
2010 war das niederschlagsreichste Jahr seit Beginn der Aufzeichnungen. 50 % der Niederschläge wurden im Winter verzeichnet, hierdurch kam es zu mehreren Lawinenabgängen. Noch Mitte Mai war das Gebirgszentrum tief verschneit. Landsat 7 (ETM+) Falschfarbenbild (542), 12. Mai 2010.

Für die Station liegen mit Ausnahme der kriegsbedingten Ausfälle 1914-1924 sowie 1941-1949 durchgehende Klimadaten seit der Messaufnahme 1888 vor. Die Station, obwohl in unbewohnten Gebiet gelegen ist durch dort gemessenen Jahresrekorde, die mit über 800 cm Niederschlag nur noch in tropischen Gebieten überboten werden, eine wichtige Referenzstation. Sie wird vom Hidrometeoroloski i Seismoloski Zavod Crne Gore in Podgorica betreut. Bis September 2020 wurden die analogen Instrumente von Einheimischen auf Honorarbasis ausgelesen. Im September 2020 erfolgte nach erfolgter Ausschreibung die Einrichtung einer automatisierten numerischen Messstation.
Die Durchschnittswerte der z. Z. gültigen Regelperiode 1961–1990 liegen bei 4530 mm, wobei an durchschnittlich 70 Tagen Schnee liegt.
Neben den hohen Regenmengen ist der Orjen auch für seine in Karsthohlformen gebildeten Kaltluftseen bekannt, die durch lokal gebildete Kaltluft zu längerer Schneedeckendauer führen, sowie Reliktstandorte für kälteliebende Organismen sind. Insgesamt hat die Zahl der Frostereignisse im Zeitraum 1951-2010 in Crkvice zugenommen. Die durchschnittlichen Regenmengen sind dagegen in den beiden dreißigjährigen Vergleichsperioden 1951-1980 und 1981-2010 deutlich zurückgegangen. Lagen die durchschnittlichen Regensummen 1951-1980 bei 4948,8 mm sanken sie für 1981-2010 auf 4393,7 mm, eine Abnahme um 555,1 mm pro Jahr.
Auswertungen die im Rahmen des Global Change/Klimawandel durch Dragan Burić (2010) zeigen eine Abnahme der Regentage und Zunahme der täglichen Regenmengen. So nahmen die Regenmengen täglicher Starkregenereignisse im Zeitraum 1981-2010 um 20,2 % (56,9 mm) zu. Allgemein nimmt zwar die mögliche Wassermenge, die die Atmosphäre aufnehmen kann mit dem Klimawandel zu, was auf dem ansteigenden Verhältnis von Wasserdampf mit der Zunahme der Temperatur aufgrund der Clausius-Clapeyron-Gleichung beruht, höhere Niederschlagssummen sind damit global zu erwarten, nicht jedoch für jede Region. Starke Abnahmen sowie stärkere und längere Trockenperioden werden mit höchster Wahrscheinlichkeit für das Mittelmeer prognostiziert. Hierdurch wird sich in Europa eine noch größere Zweiteilung der Klimazonen ergeben, dem sehr trockenen Mediterrane Süden und den feuchtwarmen temperaten Regionen in Mittel- und Nordeuropa.

### Rekorde
Die größte bis vor einigen Jahren gemessene absolute Niederschlagsmenge für ein Niederschlagsjahr betrug 8065 mm (1937), 2010 wurde diese Rekordwert dann mit 9105 mm deutlich überboten. Alleine für die Winterperiode 2010 wurden 4414 mm Niederschlag registriert, was gleichwertig zur durchschnittlichen jährlichen Jahressumme ist.
Die größte an einem Tag gemessene Regenmenge betrug 511 mm (30. November 2014). Die größte durchschnittliche Jahresmenge für den Messzeitraum 1925 bis 1940 betrug 5317 mm. Im Vergleich lagen die britischen Station mit den höchsten Regenmengen in der Messperiode 1919 bis 1955 am Snowdon (Delta 478 m ü. NN) bei 4348 mm, in Crib Goch (780 m ü.NN) bei 4344 mm und in Sty Head Pass (353 m ü. NN) bei 4459,6 mm, relativ deutlich unter denen die in einem vergleichbaren Zeitraum in Crkvice gemessen wurden.

### Messwerte
|                       | Jan  | Feb  | Mär  | Apr  | Mai  | Jun  | Jul  | Aug  | Sep  | Okt  | Nov  | Dez  |   |      |
| Mittl. Tagesmax. (°C) | 4,9  | 5,5  | 8,1  | 12,0 | 16,8 | 20,5 | 23,8 | 23,9 | 20,3 | 16,0 | 10,4 | 6,5  | ⌀ | 14,1 |
| Mittl. Tagesmin. (°C) | −3,2 | −2,6 | −0,3 | 3,4  | 7,3  | 10,1 | 12,4 | 12,2 | 9,6  | 5,7  | 2,0  | −1,5 | ⌀ | 4,6  |
|                       |      |      |      |      |      |      |      |      |      |      |      |      |   |      |
| Niederschlag (mm)     | 584  | 474  | 507  | 386  | 204  | 134  | 74   | 142  | 256  | 499  | 720  | 642  | Σ | 4622 |

| −3,2 |

| −2,6 |

| −0,3 |

| 3,4 |

| 7,3 |

| 10,1 |

| 12,4 |

| 12,2 |

| 9,6 |

| 5,7 |

| 2,0 |

| −1,5 |

| −3,2 |

| −2,6 |

| −0,3 |

| 3,4 |

| 7,3 |

| 10,1 |

| 12,4 |

| 12,2 |

| 9,6 |

| 5,7 |

| 2,0 |

| −1,5 |

### Klimaklassifikation
Die Station Crkvice erhält durch die Gebirgslage orographisch bedingte Steigungsregen. In größeren Höhen des Gebirges verdoppelt sich die Schneedeckendauer. Allgemein handelt es sich bei allen Elevationen um größere Niederschlagsmengen als an vergleichbaren Lagen im Mittelmeerraum sowie in Europa allgemein.
| Station       | Höhe [m] | Klimatyp (nach Köppen) | Charakter                                                                              | Vegetationstyp                                                                              | Niederschlag [mm/a] | Schneedeckendauer |
| ------------- | -------- | ---------------------- | -------------------------------------------------------------------------------------- | ------------------------------------------------------------------------------------------- | ------------------- | ----------------- |
| Zubački kabao | 1894     | Dfsc                   | perhumides Mediterranes Schneeklima                                                    | endemische oro-Mediterrane Rasengesellschaft mit Sesleria robusta und Iris orjenii          | ca. 6250            | ca. 140 Tage      |
| Crkvice       | 940      | Cfsb’’                 | (fs= ohne Sommertrockenheit), perhumides mediterranes Gebirgsklima                     | hygro- und thermophiler Tannen-Buchenwald mit reliktischen Karst-Blockhalden Tannenwäldern  | 4926                | 70 Tage           |
| Risan         | 0        | Cs’’a                  | (s’’= zweifache winterliche Niederschlagsperiode), perhumides mediterranes Küstenklima | Exklave des reliktischen Lorbeerwaldes im Mittelmeer mit Nerium oleander und Laurus nobilis | 3500                | 2 Tage            |

*
ökologisch-meteorologische Tabelle des niederschlagsreichsten Ortes Europas mit Kennwerten des Klimas auf einem 15 km langen Transekt zwischen dem Gebirgsfuß am Mittelmeer und dem höchsten Gebirgsgipfel im Orjen.